# Латеральное дорсальное ядро таламуса
Латеральное дорсальное ядро таламуса, также называемое поверхностным ядром таламуса, анатомически относится к латеральной группе ядер таламуса, однако на основании сходства паттерна его соединения с другими областями головного мозга, прежде всего с корой больших полушарий, его часто относят к передней группе ядер таламуса.